# Drosanthemum bicolor
Drosanthemum bicolor är en isörtsväxtart som beskrevs av L. Bol. Drosanthemum bicolor ingår i släktet Drosanthemum och familjen isörtsväxter. Inga underarter finns listade i Catalogue of Life.

## Bildgalleri

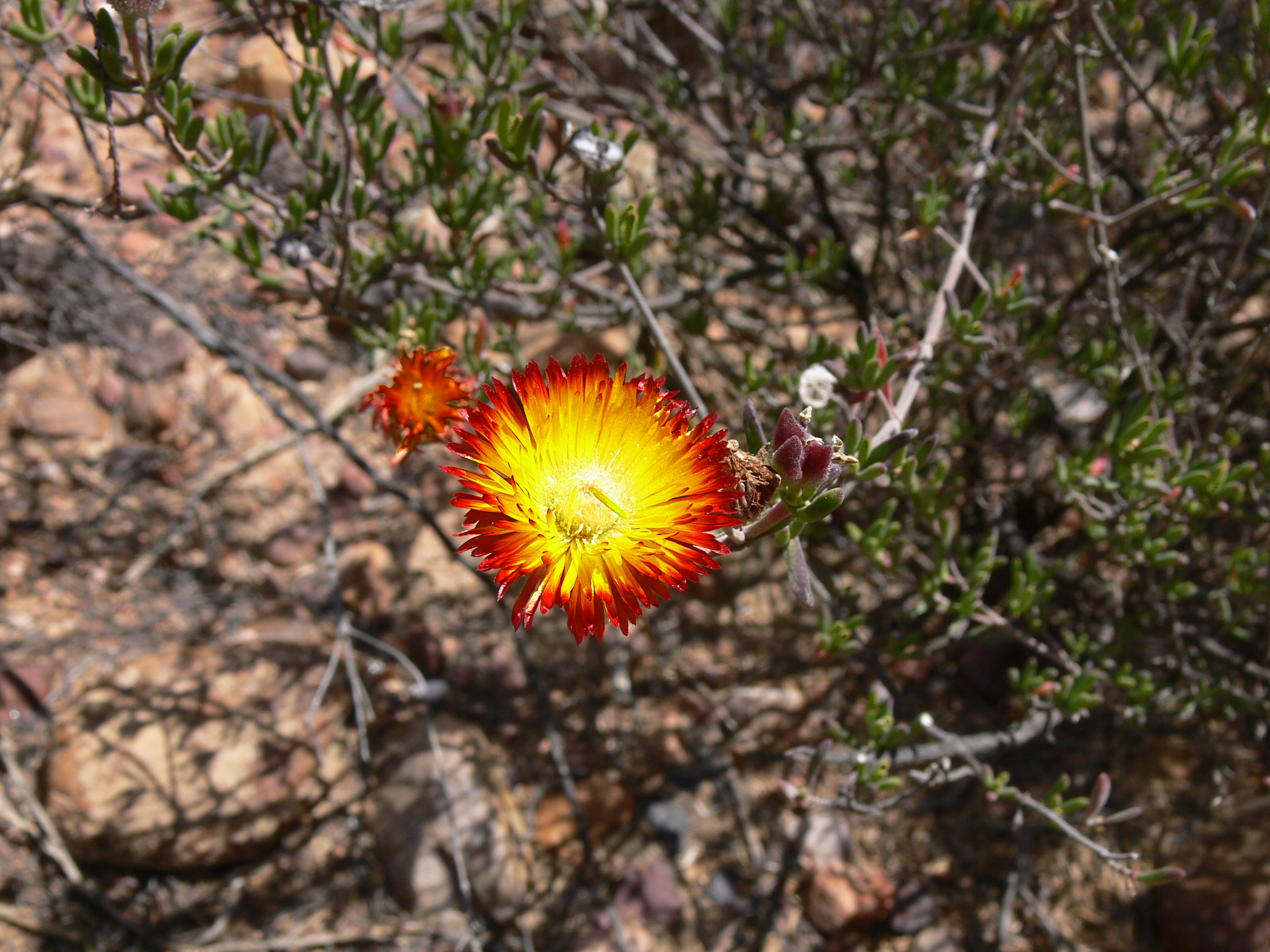
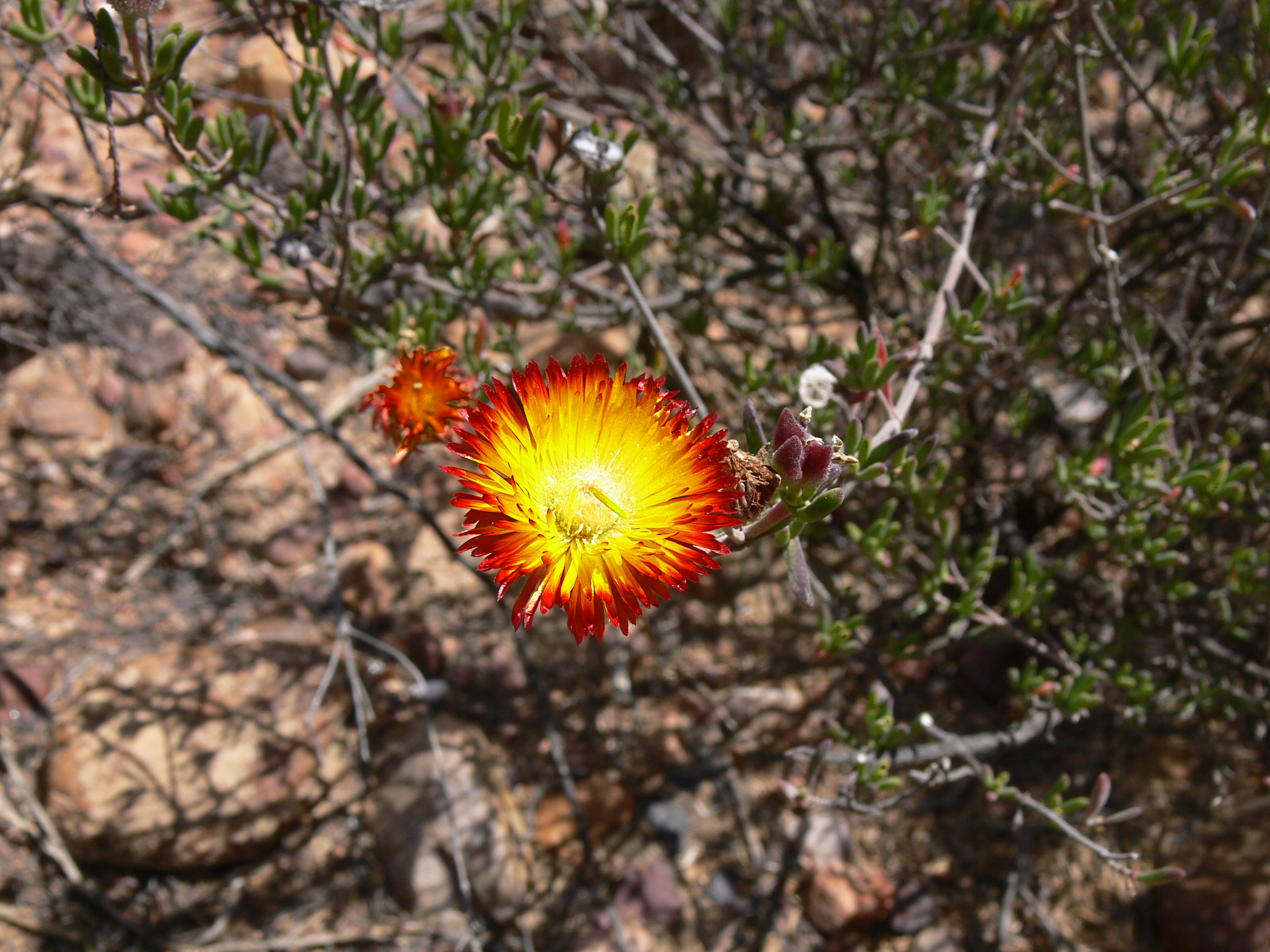